# شين جونغ آه
شين جونغ آه (بالإنجليزية: Shin Jeong-ah)‏ (من مواليد 28 أبريل 1972) هي امرأة كورية جنوبية كذبت بشأن خلفيتها الأكاديمية لتصبح أستاذة مساعدة للفنون في جامعة دونكوك ورئيسة أمينة متحف سونغكوك للفنون. لقد أحدثت فضيحة دولية بعد فترة وجيزة من تعيينها في يوليو 2007 كمديرة فنية مشتركة لبينالي غوانجو 2008، عندما تبين أنها زورت أوراق اعتمادها الأكاديمية التي تخرجت بها من جامعة كانساس وجامعة ييل. حُكم على شين بالسجن 18 شهرًا، ورفعت جامعة دونكوك دعوى قضائية ضد جامعة ييل أمام محكمة أمريكية، مقابل تعويضات لا تقل عن 50 مليون دولار.